# NGC 1164
NGC 1164 è una galassia a spirale intermedia circondata da un anello, situata nella costellazione di Perseo, a una distanza di circa 192 milioni di anni luce dalla nostra Via Lattea.

## Scoperta
La galassia è stata scoperta il 18 settembre 1828 dall'astronomo britannico John Herschel.

## Descrizione
NGC 1169 ha una classe di luminosità I-II e presenta una larga riga a 21 cm dell'idrogeno neutro.
È inoltre una galassia starburst, cioè una galassia in cui il processo di formazione stellare è molto attivo, se comparato al normale tasso di formazione nella gran parte delle galassie.
Il nucleo di NGC 1164 è molto luminoso nell'ultravioletto, e la galassia è iscritta nel catalogo di Markarian con il codice Mrk 1067 (MK 1067).

## Supernova
Il 24 settembre 1993, all'interno di NGC 1164 è stata scoperta la supernova SN 1993ab dall'astronoma statunitense Jean Mueller dell'Osservatorio di Monte Palomar. La supernova è stata classificata di tipo Ia.